# Imre Hódos
Imre Hódos (Hajdúnánás, 10 gennaio 1928 – Debrecen, 23 aprile 1989) è stato un lottatore ungherese, specializzato nella lotta greco-romana.

## Palmarès

### Olimpiadi
- Oro a Helsinki 1952 nei pesi gallo.